# 小眼盤唇鱨
小眼盤唇鱨，為輻鰭魚綱鯰形目倒立鯰科盤唇鱨屬的其中一種，該物種分布於非洲剛果民主共和國Lufira河流域，體長可達5.6公分。

## 扩展阅读
維基物種上的相關：小眼盤唇鱨